# Nederlandse Australiërs
Nederlandse Australiërs (Engels: Dutch Australians) zijn inwoners van Australië die geheel of gedeeltelijk afstammen van Nederlanders. De geschiedenis van Nederlandse Australiërs begon in 1606 met kapitein Willem Janszoon, de Hollandse zeevaarder die als eerste Europeaan voet zette op het Australische vasteland. Daarna kwamen regelmatig zeevarenden van de VOC aan in Australië.
Veel Nederlanders kwamen in de Tweede Wereldoorlog vanuit Nederlands-Indië naar Australië. Zij vochten samen met de geallieerden. Nederlandse onderzeeërs opereerden vanuit Fremantle na de invasie van Java.

## Emigratie

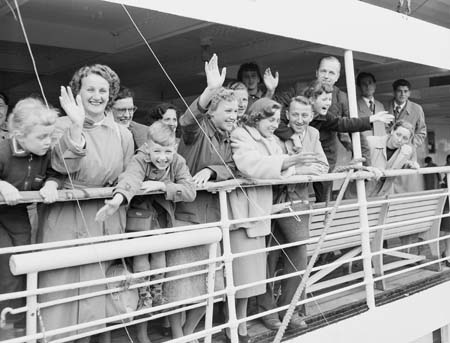
Nederlandse migranten op een boot, waaronder de 50.000e Nederlandse migrant (1954)

In de jaren vijftig van de 20e eeuw zochten ongeveer 50.000 Nederlandse emigranten een nieuwe toekomst in Australië. Een groot deel van deze migranten waren Nederlandse boeren die op zoek waren naar landbouwgrond van goede kwaliteit en een betaalbare prijs (pull-factor). Ook speelde de slechte economische situatie van Nederland direct na de Tweede Wereldoorlog een belangrijke push-factor om te emigreren.
In totaal zijn nu meer dan 310.000 Australiërs van Nederlandse afkomst (2006). 79.000 mensen zijn geboren in Nederland (2006). De meeste Nederlandse Australiërs wonen in en rond Melbourne, Sydney, Perth en Brisbane.

## Integratie
Het merendeel van de in Nederland geboren Australiërs spreekt in huiselijke kring Engels. Slechts 33% gebruikt thuis Nederlands als voertaal.

## Religie
Voor de meeste Nederlandse migranten speelde de kerk een belangrijke rol in het leven. In concentraties van Nederlandse gemeenschappen in Australië zijn gereformeerde migrantenkerken te vinden die lange tijd Nederlands gebruikten in kerkdiensten. Tegenwoordig is een groot deel van die kerken opgegaan in de grotere organisatie Christian Reformed Churches of Australia.

## Ouderen
Voor veel ouderen bestaan speciale Nederlandse verzorgingshuizen waar het personeel gedeeltelijk Nederlands spreekt en waar typische Nederlandse cultuuruitingen zijn te vinden, zoals: het vieren van Sinterklaas, het eten van erwtensoep en kroketten en het spelen van bingo.

## Bekende Nederlandse Australiërs
- Paul Cox
- Anthony LaPaglia
- Jonathan LaPaglia
- Adrian Leijer
- Harry Vanda